# Thompson Park (Burnley)

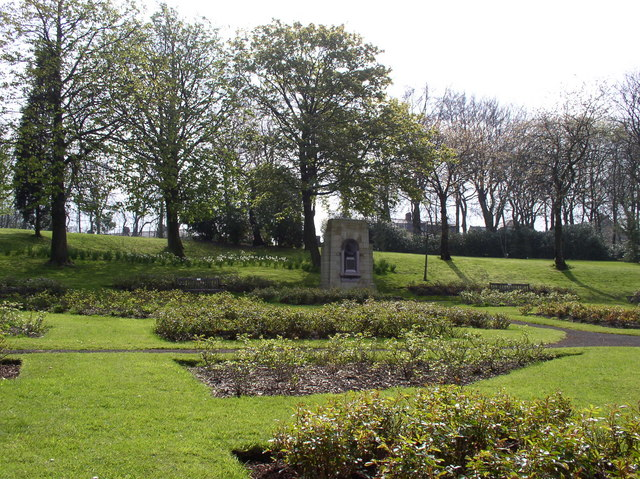
Thompson Park

Thompson Park es un parque eduardiano formal en Burnley, Lancashire. Fue abierto al público en 1930.
Situado cerca del centro de la ciudad, cuenta con un lago para botes, una piscina para niños, jardines italianos y un patio de recreo. En gran parte ornamental por su diseño, el parque contiene un gran número de parterres de flores y un jardín de rosas. Está prohibido que los perros entren en el parque.
En 2017, el consejo local recibió una subvención de 861 000 libras esterlinas para sufragar los gastos de restauración del parque y la celebración de su patrimonio. Las obras comenzaron en agosto de ese año.
El Parque Thompson está catalogado como un parque público de Grado II por el English Heritage y también ha sido galardonado con el Premio Bandera Verde por sus altos estándares.